# Barbas (Charmed)
Barbas, bijgenaamd "de demon van de angst", is een personage uit de Amerikaanse televisieserie Charmed. Hij wordt gespeeld door Billy Drago.

## Achtergrond
Barbas heeft de gave om de grootste angsten van iemand te zien, en deze te gebruiken om die persoon zich letterlijk dood te laten schrikken. Zijn naam is gebaseerd op de gelijknamige demon uit de Ars Goetia.
In de eerste aflevering waarin hij voorkwam werd vermeld dat Barbas eens in de 1300 jaar, gedurende een vrijdag de dertiende, op aarde verschijnt voor precies 24 uur. Hij verkrijgt zijn kracht en levensenergie door zich te voeden met de angsten van heksen. Als hij 13 ongetrouwde vrouwelijke heksen kan doden binnen de 24 uur dat hij op aarde is, mag hij de aarde voorgoed bewandelen. Later in de serie, toen de producers besloten Barbas vaker te gebruiken, werd dit aangepast zodat Barbas regelmatig de aarde bezocht.
Barbas is erg lastig te verslaan. Indien een van zijn slachtoffers zijn angsten weet te overwinnen verdwijnt hij tijdelijk, maar is niet verslagen. Hij is mogelijk zelfs machtiger dan De Bron. Slechts tweemaal werd Barbas vernietigd. Eerst in seizoen 5 door Cole Turner, en later in seizoen 7 door de Charmed Ones. Na die tweede keer keerde hij niet meer terug, hoewel hij vlak voor zijn dood nog wel riep dat hij niet voorgoed vernietigd kan worden daar angst altijd terugkeert.

## Afleveringen met Barbas
"From Fear to Eternity"seizoen 1, aflevering 13. Barbas maakt zijn debuut en probeert 13 ongetrouwde heksen te doden. Prue verslaat hem door haar angsten te overwinnen.
"Ms. Hellfire"seizoen 2, aflevering 9. Het is weer vrijdag de 13e, en op een of andere manier kan Barbas weer terugkeren. Hij huurt bane Jessup en Mrs. Hellfire in om de Charmed Ones te vernietigen.
"Sympathy for the Demon"Seizoen 5, aflevering 7. Barbas keert wederom terug en dringt ditmaal binnen in het huis van de Charmed Ones. Hij steelt de krachten van Cole en wordt zo de nieuwe Source. Paige ontneemt hem deze krachten met een drankje, waarna Cole Barbas doodt.
"Crimes and Witch Demeanors"seizoen 6, aflevering 19. Barbas wordt teruggehaald uit de dood om te getuigen bij een magische rechtszaak tegen de Charmed Ones. Barbas wint de zaak, waardoor Phoebe haar actieve krachten verliest.
"It's a Bad, Bad, Bad, Bad World (Part 1)" / "It's a Bad, Bad, Bad, Bad World (Part 2)"seizoen 6, afleveringen 22 en 23. Barbas benadert Gideon voor zijn hulp bij het vernietigen van de Charmed Ones. Hij leidt de zussen af zodat Gideon Wyatt kan ontvoeren.
"A Call to Arms"Seizoen 7, aflevering 1: Barbas wordt door Leo opgespoord, waarna Barbas Leo's ergste angst tegen hem gebruikt en hem opzet tegen de Ouderlingen. Barbas wordt uiteindelijk gedood door de Charmed Ones met een drankje.

## Krachten
Barbas kan zien wat iemands grootste angst is, en deze tot leven brengen door de realiteit te veranderen. Hij kan tevens via astrale projectie iemands onderbewustzijn binnendringen en zo vormen van paranoia opwekken.
In de aflevering 'Sympathy for the demon', stal Barbas Coles nieuwe krachten, waardoor hij onsterfelijk was. Hij kon onder anderen energieballen gooien en krachtbarrières maken. De Charmed Ones hebben zijn krachten eerst moeten strippen en terug aan Cole moeten geven voordat ze hem konden vernietigen.